# Veliki Dol, Sežana
Veliki Dol je manjše naselje v Občini Sežana. Leži na južnem Primorskem, v osrčju Krasa.
Kras je razgibana pokrajina, ki leži med Tržaškim zalivom, Vipavsko dolino, Soško dolino ter Brkini. Kras je najbolj poznan po pršutu, vinu teranu in konjih lipicancih.
Na začetku Velikega Dola, če pridemo iz smeri naselja Pliskovica, se nahaja obnovljeni pil, ki je iz leta 1936. V središču vasice se nahaja baročna cerkev sv. Jakoba, ki je bila sezidana leta 1700, zvonik in uro na njem pa so dogradili kasneje. Slike na cerkvenih oltarjih so delo mojstra Strnada iz Komna. V Velikem Dolu se je ohranila spahnjenca, ki je pokrita s skrlami. Na kržadi - vaškem trgu se nahaja štirna ali kamniti vodnjak, igrišče za odbojko in spomenik, za praznični prvi maj pa tukaj postavijo mlaj in zakurijo kres. Vaščani so poznani po tem, da so prvi izdelovali apno in po nekdanji klekljarski šoli. V bližini vasi si lahko ogledamo ostanke železnice, ki so jo naredili v času Avstro-ogrske za vojaške potrebe v prvi svetovni vojni.